# أبريل سايكس
أبريل سايكس (بالإنجليزية: April Sykes)‏ مواليد 30 يوليو 1990 في ستاركفيل، هي لاعبة كرة سلة أمريكية. بدأت مسيرتها الاحترافية في سنة 2012. تم اختيارها من قبل فريق لوس أنجلوس سباركس خلال الدرافت. يبلغ طولها 6 قدم 0 بوصة (1.8 م).

## روابط خارجية
- أبريل سايكس على موقع الاتحاد الوطني لكرة السلة النسائية (الإنجليزية)
- أبريل سايكس على موقع كرة السلة الأوروبية.كوم (الإنجليزية)
- أبريل سايكس على موقع كلية كرة السلة في سبورتس رفرنس.كوم (الإنجليزية)
- أبريل سايكس على موقع بروبوليرز (الإنجليزية)
- أبريل سايكس على موقع سبورتس رفرنس (الإنجليزية)